# Alois Langer
Alois A. Langer (Pittsburgh, 24 de fevereiro de 1945) é um engenheiro biomédico estadunidense.

## Patentes selecionadas
- Patente E.U.A. 5 966 692 “Method and system for monitoring the heart of a patient"
- Patente E.U.A. 4 475 551 “Arrhythmia detection and defibrillation system and method”
- Patente E.U.A. 4 407 288 “Implantable heart stimulator and stimulation method”
- Patente E.U.A. 4 323 075 “Battery failure compensation for power supply used in implantable defib.”
- Patente E.U.A. 4 291 707 “Implantable cardiac defibrillating electrode”